# Volvo 9700
Volvo 9700 — туристический автобус особо большой вместимости производства Volvo Bussar. Производится с 2001 года в качестве замены моделей Carrus Star и Vector / Regal. Существуют также три основные модели разной высоты; 9700S (3,42 м), 9700H (3,61 м) и 9700HD (3,73 м). 9700S доступен только в странах Северной Европы. Существуют также укороченные версии 9500 и 9900 с сиденьями в стиле театра. Автобусы бывают различной длины - до 15 метров, в зависимости от моделей и рынков сбыта. Volvo 9700 в настоящее время продаётся в большинстве стран Европы и Северной Америки (включая Канаду, США и Мексику). В 2015 году Volvo 9800 был выпущен в качестве замены Volvo 9700 для мексиканского рынка, а в марте 2018 года за ним последовал двухэтажный автобус 9800DD.

## Первое поколение
На протяжении многих лет Carrus имел большой успех в северных странах с модельным рядом Star от Дельта-звезды, а также модельным рядом Vector/Regal от Ajokki. После приобретения Carrus компанией Volvo в 1998 году модели также стали доступны в других европейских странах под различными названиями, такими как Volvo 7450 и 7550. В 2001 году Volvo объединила все различные модели под одним названием Volvo 9700 и на одной платформе Volvo TX, унаследовав большинство визуальных характеристик от моделей Star. Серийное производство моделей 9700H и 9700HD началось летом 2001 года, а модели 9700 поступили в производство осенью. Все три высоты были построены Carrus Oy Delta в Лието, в то время как Carrus Oy Ajokki в Тампере построил только 9700 часов и 9700 лет. В 2003 году производство также началось на Volvo Polska Sp. z o.o. во Вроцлаве, Польша, где производятся только 9700H и 9700HD. С самого начала заводы в Финляндии обслуживали рынки Северной Европы, в то время как завод во Вроцлаве обслуживал остальную Европу, включая Великобританию. Как всегда, по разным причинам из этого правила было несколько исключений.
Для рынков Северной Европы модели производились как на шасси Volvo B12B, так и на шасси B12M, причём обе конфигурации оказались почти одинаково популярными. B12M был самым популярным среди старых клиентов Volvo, в то время как B12B стал выбором для новых клиентов. Многие клиенты, которые ранее строили свои автобусы на шасси Scania или Mercedes-Benz, по-прежнему делают свои выборы. На Вроцлавском заводе модели производились только на B12B. Даже если это и не общее предложение, небольшая партия 9700-х была построена на шасси B7R в 2004 году для финского оператора. Также очень небольшое количество первого поколения 9700 было построено на шасси B9R, но это, возможно, было сделано исключительно для тестирования.
Существует также разница между финскими и польскими 9700-ми, когда дело доходит до длины. В 2004 году модель Volvo 9700 получила незначительную подтяжку лица. В том же году финские заводы были переименованы; завод в Тампере стал заводом Volvo Bus Finland Oy в Тампере, а завод в Лието стал заводом Volvo Bus Finland Oy ближе к Лието.

## Второе поколение
Volvo 9700 NG был представлен осенью 2006 года. Совершенно новый стиль, но всё та же основная форма, что и у предыдущего 9700 и десятилетней давности Carrus Star. В 2007 году 9700 NG был удостоен звания "Туристический автобус 2008 года" по версии европейских автобусных журналистов. 1 октября 2008 года Volvo закрыла свою деятельность в Финляндии. Завод в Тампере также закрылся, а завод в Лието был продан обратно финским инвесторам, в основном связанным с Carrus. Новое название стало Carrus Delta Oy. Все 9700-е для северных рынков всё ещё производятся по лицензии на заводе Lieto.
B12B всё ещё был доступен в качестве шасси, выбранным на заводе во Вроцлаве, до конца 2009 года, когда были введены требования к выбросам Евро-5, и все, кроме двигателей мощностью 340 л. с., были сняты с производства. Более высокие выходные мощности были заменены на новый B13R. B12M, который был довольно популярен, был снят с производства. B13R стал очевидной заменой для моделей 9700H и 9700HD, но высокий B13R не вписывался в модель 9700S, поэтому до появления B11R в 2011 году модели 9700 могли поставляться только с мощностью 340 л. с. (B12B) или 380 л. с. (B9R). До 2009 года двигатели мощностью 420 л. с. были довольно распространены как с B12B, так и с B12M.

## Третье поколение
Volvo 9700 UG был представлен в ноябре 2012 года для рынков Северной Европы, а производство на заводе в Финляндии было полностью изменено на UG к началу 2013 года. Для остальных европейских рынков новое поколение было отложено до введения эко-класса Евро-6. Новое поколение получило новые детали дизайна как спереди, так и сзади, включая новую форму заднего стекла и новые подлокотники боковых зеркал. С внутренней стороны, Volvo разработала все новые сиденья, обеспечивающие лучшую боковую поддержку, чем предыдущие. Они также намного тоньше, что позволяет сэкономить место для ног. В то время как рынки Скандинавии получили их, всё ещё находясь на уровне Евро-5/EEV, они получили их также на шасси B9R и B13R, остальная часть Европы получила их только на шасси B8R и B11R.

## Четвёртое поколение
Четвёртое поколение 9700 было представлено в мае 2018 года. Автобус похож на мексиканский 9800 и построен на тех же европейских заводах, что и 9900.
Двухэтажная версия 9700DD была выпущена в феврале 2020 года и использует шасси Volvo B11RLE, вариант B11R. Изначально его высота составляла 4,25 м; годом позднее пошла в производство более низкая версия высотой 4 м.